# 제벨 사하바
제벨 사하바(아랍어: جَبَل ٱلصَّحَابَة)는 이집트 남쪽과 수단 북쪽 국경이 마주하는 나일강 상류 지역에 존재하는 선사 시대 유적이다. 약 12,000-15,000 전의 것으로 추정되며, 방사성 탄소 연대 측정으로는 대략 13,140-14,340년 전의 것으로 나타났다. 또한, 인회석을 이용한 연대 측정으로는 11,600년 전의 것으로 나타난다. 발견자는 프레드 웬도프와 휘하 발굴대로, 1964년 이 지역에서 유적을 발견했다. 이 장소에서는 전쟁이나 집단간 분쟁의 상흔이 남은 유물과 유골이 발굴되었으며, 종종 인류사 초기 전장의 모습으로 언급된다.

## 같이 보기
- 선사전

## 추가 문헌
- Wendorf, F., 편집. (1968). 〈Site 117: A Nubian Final Paleolithic Graveyard near Jebel Sahaba, Sudan〉. 《The Prehistory of Nubia》. Dallas, USA: Southern Methodist University. 954–987쪽.